# Madame Pompadour (film 1927)
Madame Pompadour è un film muto del 1927 diretto da Herbert Wilcox.

## Produzione
Il film fu prodotto da Ewald André Dupont per la londinese British National Films.

## Distribuzione
Distribuito dalla Paramount Pictures, il film uscì nelle sale nel 1927. Negli Stati Uniti, fu presentato in prima a New York il 1º agosto 1927.
Il film esiste in una copia 35 mm..